# Giełczew (powiat świdnicki)
Giełczew – wieś w Polsce położona w województwie lubelskim, w powiecie świdnickim, w gminie Piaski.
W latach 1975–1998 miejscowość należała administracyjnie do województwa lubelskiego.
Wieś charakteryzuje się typowym układem działek. Po prawej stronie ulicy (jadąc od Piask ) głównie znajdują się domostwa, po lewej podwórza należące do tych działek.
Na polach Giełczewskich znajduje się maszt radiowy o wysokości 342 metrów, zbudowany w 1990 roku, właścicielem jest firma EmiTel Sp. z o.o.
Działa Ochotnicza Straż Pożarna w Giełczwi oraz Młodzieżowa Drużyna Pożarnicza.
W roku 2016 po raz pierwszy odbył się „Festyn Giełczewski”
W latach II wojny światowej przez wieś Giełczew przyszedł, front Rosyjski co skutkuje tym, że do dziś mieszkańcy wsi znajdują łuski, fragmenty naczyń starodawnych i inne zabytkowe znaleziska.
Przez wieś przepływa rzeka Giełczewka, która ma główne źródło w Giełczwi Drugiej w woj. lubelskim.
Wieś jest sołectwem w gminie Piaski. Według Narodowego Spisu Powszechnego z roku 2011 wieś liczyła 175 mieszkańców.